# Dadaísmo

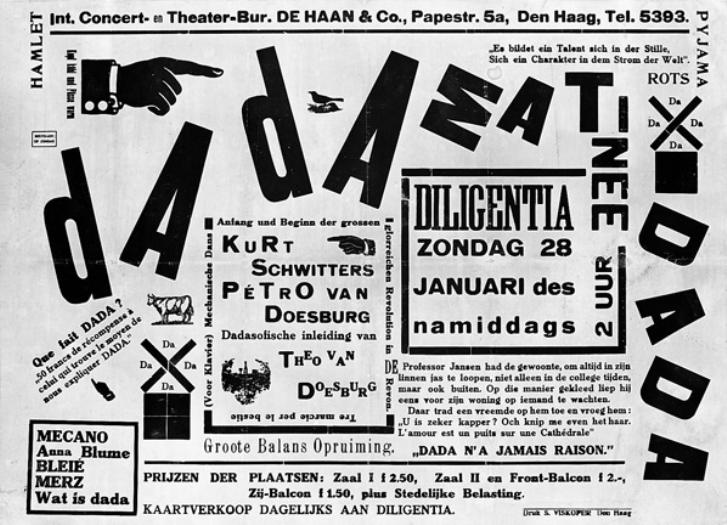
Póster del Matinée Dadá; enero de 1923.

El dadaísmo o dadá fue un movimiento cultural y artístico creado con el fin de contrariar las artes, que surgió en 1916 en el Cabaret Voltaire en Zúrich. Fue propuesto por Hugo Ball, escritor de los primeros textos dadaístas; posteriormente, se unió el rumano Tristan Tzara, que llegaría a ser el emblema del dadaísmo. Una característica fundamental del dadaísmo es la oposición al concepto de razón instaurado por el positivismo. El dadaísmo se caracterizó por rebelarse en contra de las convenciones literarias, y especialmente artísticas, por burlarse del artista burgués y de su arte.
Su actividad se extiende a gran variedad de manifestaciones artísticas, desde la poesía a la escultura, pasando por la pintura o la música.
La poesía era ilógica y de difícil comprensión, dado que se basaba en una sucesión de palabras o sonidos muchas veces sin sentido. Y tomaba una actitud de burla y humor contra la sociedad burguesa. Y en la pintura seguía el mismo camino, eran collages hechos con objetos de desecho y de la basura.
Para los miembros del Dadaísmo, este era un modus vivendi que hacían presente al otro mediante los gestos y actos dadaístas: acciones que pretendían provocar a través de la expresión de la negación dadaísta. Al cuestionar y retar el canon literario y artístico, el Dadaísmo crea una especie de antiarte moderno, por lo que se trata de una provocación abierta al orden establecido.
| Pintura                                                         | Escultura                                                                                   | Poesía                                        |
| --------------------------------------------------------------- | ------------------------------------------------------------------------------------------- | --------------------------------------------- |
| Quería promover todo lo irracional, absurdo y falto de sentido. | Medios de expresión irónicos y satíricos a través del gesto, el escándalo y la provocación. | Protesta contra las convenciones de su época. |
| Actitud de burla y humor.                                       | Materiales inusuales.                                                                       | Ilógica o de difícil comprensión.             |
| Sin reglas.                                                     | Manifestación contra la belleza, las leyes, la razón.                                       | Sin signos de puntuación.                     |

## Introducción
El dadaísmo fue un movimiento cultural surgido primero en Europa y posteriormente en Estados Unidos. Fue creado en el Cabaret Voltaire en Zúrich (Suiza) entre 1916 y 1922 con Hugo Ball como fundador, cuando grandes artistas de distintas nacionalidades se encontraron como refugiados en esa ciudad durante la Primera Guerra Mundial. Posteriormente fue adoptado por Tristan Tzara, quien se convertiría en la figura más representativa del Dadaísmo. El dadaísmo surgió del desencanto que sentían esos artistas al vivir en la Europa del periodo tardío de la Primera Guerra Mundial y, posteriormente, de la actitud de rebelión hacia la abulia y desinterés social característico de los artistas del periodo de entreguerras.
Artistas relevantes de este movimiento fueron Tristan Tzara y Marcel Janco de Rumanía, los franceses Jean Arp, Juliette Roche, Marcel Duchamp y Suzanne Duchamp, los alemanes Hugo Ball, Emmy Hennings, Hannah Höch, Hans Richter, Richard Hülsenbeck y la suiza Sophie Taeuber-Arp. Tras varios encuentros informales en distintos cafés, empezaron a darle forma a la idea de crear un cabaré internacional. La primera celebración tuvo lugar el 5 de febrero de 1916 en el Cabaret Voltaire, y consistió en un espectáculo de variedades con canciones francesas y alemanas, música rusa, música negra y exposiciones de arte. Ese mismo año se publicó un panfleto titulado Cabaret Voltaire que contenía aportaciones de Guillaume Apollinaire, Filippo Tommaso Marinetti, Pablo Picasso, Amedeo Modigliani y Vasili Kandinski; en la cubierta aparecía un dibujo de Jean Arp. En 1917 se inauguró la Galería Dadá.
La expansión del mensaje dadaísta fue intensa, amplia y tuvo repercusiones en todos los campos artísticos. En Alemania encontró adeptos entre los intelectuales y artistas que apoyaban el movimiento espartaquista. En Francia ganó las simpatías de escritores como Breton, Louis Aragon, el poeta italiano Ungaretti.
El dadaísmo suele ser una sucesión de palabras, letras y sonidos a la que es difícil encontrarle lógica. Se distingue por la inclinación hacia lo dudoso, la muerte, lo fantasioso, y por la constante negación. Así, busca renovar la expresión mediante el empleo de materiales inusuales o manejando planos de pensamientos antes no mezclables, lo cual conlleva a una tónica general de rebeldía o destrucción. El dadaísmo se caracteriza también por gestos y manifestaciones provocadoras, en las que los artistas pretendían destruir todas las convenciones con respecto al arte, creando, de esta forma, un antiarte. El movimiento dadaísta es un movimiento antiartístico, antiliterario y antipoético porque cuestiona la existencia del arte, la literatura y la poesía. De hecho, cuestiona, por definición, el propio dadaísmo.
El dadaísmo se presenta como una ideología total, como una forma de vivir y como un rechazo absoluto de toda tradición o esquema anterior. En el fondo es un antihumanismo, entendiendo por humanismo toda la tradición anterior, tanto filosófica como artística o literaria.[cita requerida] No por casualidad en una de sus primeras publicaciones había escrito como cabecera la siguiente frase de Descartes: «No quiero ni siquiera saber si antes de mí hubo otro hombre».
El dadaísmo se manifiesta contra la belleza eterna, contra la eternidad de los principios, contra las leyes de la lógica, contra la inmovilidad del pensamiento, contra la pureza de los conceptos abstractos y contra lo universal en general. Propugna, en cambio, la desenfrenada libertad del individuo, la espontaneidad, lo inmediato, actual y aleatorio, la crónica contra la intemporalidad, la contradicción, el "no" donde los demás dicen "sí" y el "sí" donde los demás dicen "no"; defiende el caos contra el orden y la imperfección contra la perfección. Por tanto, en su rigor negativo, también está contra el modernismo y las demás vanguardias: el expresionismo, el cubismo, el futurismo y el abstraccionismo, acusándolos, en última instancia, de ser sucedáneos de cuanto ha sido destruido o está a punto de serlo. La estética dadaísta niega la razón, el sentido, la construcción del consciente. Sus formas expresivas son el gesto, el escándalo, la provocación. Para el dadaísmo, la poesía está en la acción y las fronteras entre arte y vida deben ser abolidas.
El aporte permanente del dadaísmo al arte moderno es el cuestionamiento continuo de qué es el arte o qué es la poesía; la conciencia de que todo es una convención que puede ser cuestionada y que, por tanto, no hay reglas fijas y eternas que legitimen de manera histórica lo artístico. Gran parte de lo que el arte actual tiene de provocación (como la mezcla de géneros y materias propia del collage) viene del dadaísmo.
Con el fin de expresar el rechazo de todos los valores sociales y estéticos del momento, y de todo tipo de codificación, los dadaístas recurrían con frecuencia a emplear métodos artísticos y literarios deliberadamente incomprensibles y desafiantes, que se apoyaban en lo absurdo e irracional. Sus representaciones teatrales y sus manifiestos buscaban impactar o dejar perplejo al público con el objetivo de que este reconsiderara los valores estéticos establecidos, siguiendo el principio de épater le bourgeois. Para ello utilizaban nuevos materiales, como los de desecho encontrados en la calle, y nuevos métodos, como la inclusión del azar para determinar los elementos de las obras. El pintor y escritor alemán Kurt Schwitters destacó por sus collages realizados con papel usado y otros materiales similares. El artista francés Marcel Duchamp expuso como obras de arte productos comerciales corrientes —un secador de botellas y un urinario— a los que denominó ready-mades.
En poesía, el dadaísmo abre el campo para la llegada del surrealismo y ayuda a crear un lenguaje poético libre y sin límites. Para entender qué es la estética dadaísta en el mundo de la poesía, nada mejor que recoger los consejos que Tzara propone para hacer un poema dadaísta. El texto fue publicado en la recopilación Siete manifiestos dadá, «Dadá manifiesto sobre el amor débil y el amor amargo», VIII (1924).

Coja un periódico

Coja unas tijeras

Escoja en el periódico un artículo de la longitud que piensa darle a su poema

Recorte el artículo

Recorte en seguida con cuidado cada una de las palabras que forman el artículo y métalas en una bolsa

Agítela suavemente

Ahora saque cada recorte uno tras otro

Copie concienzudamente

en el orden en que hayan salido de la bolsa

El poema se parecerá a usted

Y es usted un escritor infinitamente original y de una sensibilidad hechizante, aunque incomprendido del vulgo.

El dadaísmo dejó como legado las revistas y el manifiesto, que son la mejor prueba de sus propuestas. Pero, por definición, no existe una obra dadá. Lo propio del dadaísmo eran las veladas dadá realizadas en cabarets o galerías de arte, donde se mezclaban fotomontajes con frases aisladas, palabras, pancartas, recitales espontáneos y un ceremonial continuo de provocación.
Aunque los dadaístas usaron técnicas revolucionarias, sus ideas contra las normas se basaban en una profunda creencia, derivada de la tradición romántica, en la bondad intrínseca de la humanidad cuando no ha sido corrompida por la sociedad.

### Origen del nombre "dadá"
Aunque la discusión sobre el origen y el significado de la palabra dadá son amplios, no hay un conocimiento legítimo sobre lo que significa. Las explicaciones de los mismos dadaístas varían tanto que es imposible señalar una y llamarla correcta. Hans Arp, miembro del grupo en 1921, declara lo siguiente en una revista del movimiento:

Declaro que Tristán Tzará encontró la palabra «dadá» el 8 de febrero de 1916 a las seis de la tarde. [...] Estoy convencido de que esta palabra no tiene ninguna importancia y que solo los imbéciles pueden interesarse por los datos. Lo que a nosotros nos interesaba es el espíritu dadaísta, y todos nosotros éramos dadaístas antes de la existencia del dadaísmo.
Hans Arp

Se dice que Tristán Tzará tomó un diccionario, lo puso encima de su escritorio y queriendo buscar una palabra, abrió el diccionario en una página y buscó la palabra más rara y desconocida, y encontró dadà, que en francés significa ‘caballo de batalla’.[cita requerida]
El mismo Tzará ofreció diversas explicaciones sobre la palabra, todas apuntando al sinsentido de la misma y, no obstante, confusas. Entre estas encontramos, en el Manifiesto dadaísta de 1918, lo siguiente:

«Dadá» no significa nada. Si alguien lo considera inútil, si alguien no quiere perder el tiempo con una palabra que no significa nada [...] Por los periódicos sabemos que los negros kru llaman dadá al rabo de la vaca sagrada. En cierta comarca de Italia, el cubo [balde] y la madre reciben el nombre de dadá. Un caballo de batalla en francés, la nodriza, la doble afirmación en ruso y en rumano: dadá.
Tristán Tzara

Todo apunta a que los dadaístas querían mostrarle al público que la palabra dadá, el nombre de su movimiento, era poco importante; lo que importaba era el arte, la creación que de su agrupación surgiera.
También la palabra «dadá» se atribuye a las primeras palabras de un bebé, que no significan nada.

## El dadaísmo en Nueva York (1913-1920)

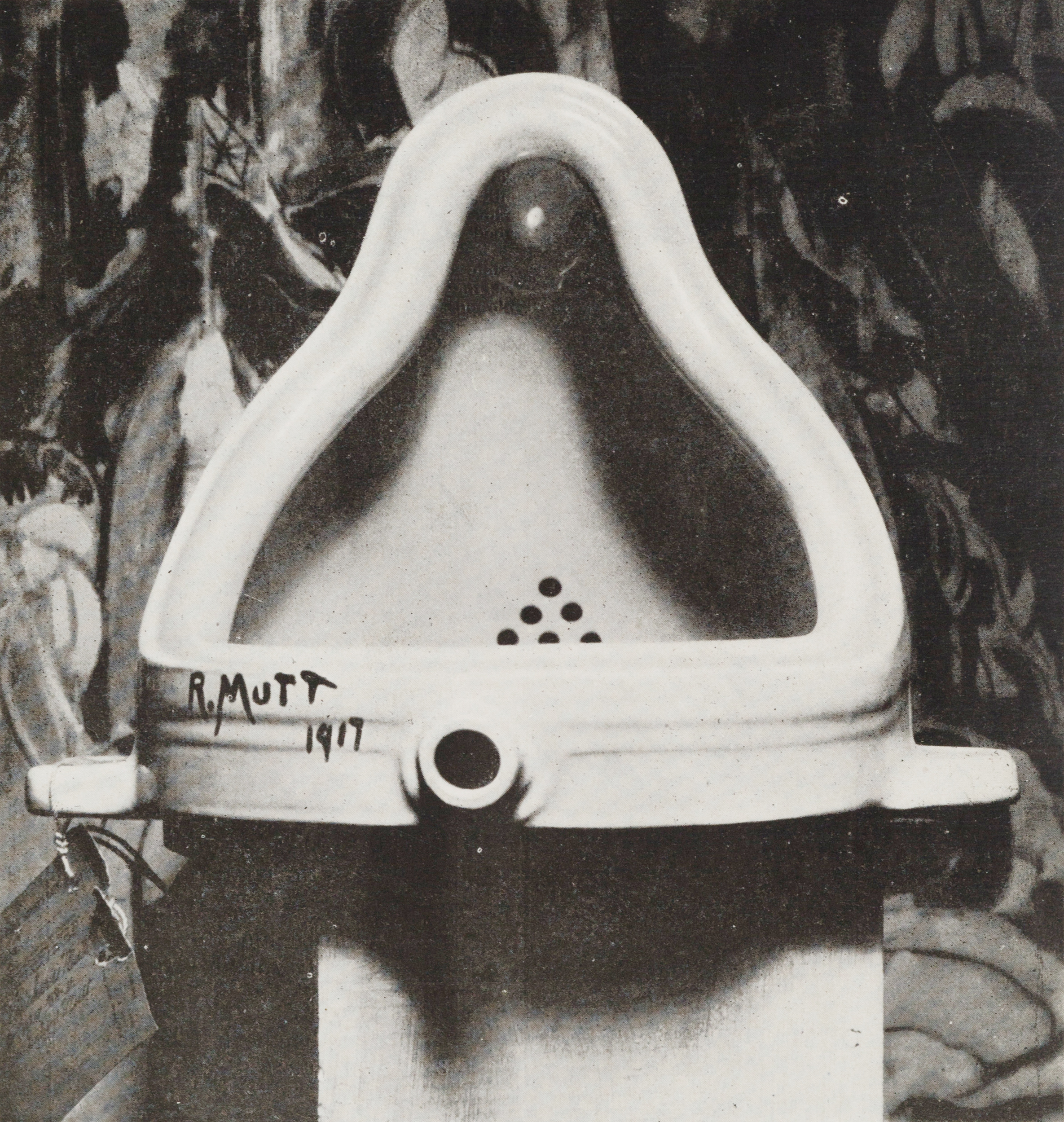
Marcel Duchamp, Fuente, 1917. Fotografía de Alfred Stieglitz.

Marcel Duchamp, Francis Picabia, Mina Loy, Jean Crotti, como europeos refugiados, junto con los estadounidenses Man Ray, Beatrice Wood, Elsa von Freytag-Loringhoven, Florine Stettheimer y Morton Schamberg dieron vida al dadaísmo neoyorquino.
Duchamp llegó de París a Nueva York con un regalo de los franceses para los estadounidenses (particularmente para el coleccionista Walter Arensberg) que consistía en una bola de cristal con aire de París. Era el comienzo de los ready-mades (una rueda de bicicleta montada sobre un taburete, un botellero, un orinal, etc.), objetos sacados de la realidad y puestos en la esfera del arte por la simple acción y voluntad del artista. El deleite estético estaba fuera de sus intenciones y la elección de los objetos:

...se basaba en una reacción de indiferencia visual, con la total ausencia de buen o mal gusto... de hecho una completa anestesia...
Duchamp

Estos refugiados se integraron con las corrientes vanguardistas que desde comienzos del siglo se estaban gestando en Harlem, Greenwich Village y Chinatown. Aunque Nueva York no era Zúrich, ni existía ese clima de refugiados políticos de la ciudad suiza, el espíritu iconoclasta. La mayoría de artistas dadaístas tenían un pensamiento nihilista.
En 1913 tuvo lugar en Nueva York la Exposición Internacional de Arte Moderno, más conocida como el Armory Show. Allí, el Desnudo bajando una escalera nº2 de Marcel Duchamp causó una auténtica conmoción y fue calificada de obra maestra por Breton. Duchamp se convirtió en la bestia negra del arte moderno. Marcel Duchamp ha pasado a la historia como uno de los artistas más enigmáticos e inteligentes.
La obra más importante de Duchamp es La casada desnudada por sus solteros, conocida como El gran vidrio. En esta obra, Duchamp utiliza, entre otras cosas, técnicas en las que pone de manifiesto su preocupación por la corrección matemática en el uso de las formas. La pieza está precedida en su proceso de realización por multitud de dibujos en los que calculó todos los detalles con precisión matemática, como si se tratara de una máquina. También se sirve del azar al admitir como parte de la pieza las roturas que esta sufrió en 1923 al ser trasladada a una exposición en Brooklyn. Duchamp dijo que aquello no alteraba la pieza, sino que era entonces cuando la dio por acabada.
Man Ray desarrolló el dadaísmo en pintura, la fotografía y en la fabricación de objetos antiarte. Hans Richter lo define como un inventor pesimista, transformando objetos que le rodeaban en objetos inútiles, creando obras con subtítulos como: "objeto para ser destruido", o "haciendo fotografías sin cámara".
En marzo de 1915 nace la revista 391 por Picabia y Stieglitz. El nombre de la revista lo habían tomado del número de la casa ocupada por una galería de arte en la Quinta Avenida. La revista pone sobre la mesa las ideas del antiarte: una absoluta falta de respeto por todos los valores, la liberación de todos los convencionalismos sociales y morales y la destrucción de todo aquello que se conoce como arte. Para Duchamp y Picabia el arte está muerto; el dadaísmo quería la desintegración de la realidad y los ready-mades no son arte, sino antiarte.
El dadaísmo en Nueva York tendrá un importante apoyo del fotógrafo Alfred Stieglitz, su galería 291 y su revista Camera Work. Para Stieglitz y el grupo de jóvenes fotógrafos que aglutinó bajo el movimiento conocido como Photo Secession, la fotografía podía ser también vista y hecha como arte, y no simplemente como un medio de reproducir la realidad. Así, Stieglitz se convirtió en uno de los precursores de la fotografía moderna.

## El dadaísmo en Alemania
Es en Alemania donde el dadaísmo adquiere un cariz más marcadamente político. Ideológicamente, las posturas de los artistas dadaístas eran comunistas y, en algunos casos, anarquistas. Tras la guerra, Alemania entra en una situación crítica. Sucedida la revolución bolchevique de 1917, la Liga Espartaquista alemana ―la izquierda socialista― ensaya también la revolución en Alemania. En toda esa agitación social un grupo de artistas van a incorporarse a las tesis izquierdistas: será el Movimiento dadaísta.
Procedente del grupo de Zúrich, Richard Hülsenbeck, lleva a Berlín el espíritu dadaísta, pero mucho más radical contra las anteriores escuelas vanguardistas como el futurismo o el cubismo. En 1918, en el Salón de la Nueva secesión, Hülsenbeck da el primer discurso dadaísta en Alemania, solidarizándose en primer lugar con los dadaístas de Zúrich para después atacar violentamente al cubismo, al expresionismo y al futurismo. Poco después elaboró el primer manifiesto dadaísta en Alemania. Hülsenbeck y el poeta Raoul Hausmann promovieron declaraciones y manifiestos a partir del Dadá Club.
Al club Dadá se unieron Kurt Schwitters, Hannah Höch y Herzfeld. La constitución de la República de Weimar en 1919 marca el fin de los proyectos políticos dadaístas y su recolocación dentro de un marco estrictamente artístico.
El dadaísmo berlinés pasará a la historia por la incorporación de las nuevas técnicas artísticas de difusión de ideas entre las masas, principalmente el fotomontaje. Los dadaístas utilizaron la técnica del fotomontaje y del collage para plasmar la realidad que les circundaba, utilizando material visual sacado de los medios de comunicación escritos.